# Woke washing
Le terme anglais de woke washing (sur le modèle de greenwashing et pinkwashing) est un terme critique utilisé au XXIe siècle pour dénoncer l'appropriation par certaines entreprises de mouvements sociétaux (anti-racisme, féminisme…), dits « woke ».
À l'instar des démarches de « diversité et inclusion »,, ces discours et prises de position ont été accusés d'hypocrisie les discours étant, dans de tels cas, en décalage plus ou moins important avec les actes réels des entreprises concernées, notamment des techniques de management ou un modèle économique en contradiction avec les discours tenus ainsi que le soutien opportuniste d'une cause uniquement lors de sa journée mondiale, à laquelle elles se désintéressent le reste du temps.[réf. nécessaire]

## Exemples
De nombreuses entreprises sont confrontées à des accusations de woke washing.
Facebook et Twitter montrent régulièrement, lors d'événements spéciaux, leur soutien envers des minorités oppressées.
Dans son dernier essai « Woke washing. Capitalisme, consumérisme, opportunisme », l'historienne Audrey Millet estime que la responsabilité sociétale des entreprises peut devenir un outil de woke washing. Elle donne de nombreux exemples de récupération des causes progressistes par le capitalisme : « la marque Lucky Strike vantant les vertus émancipatrices (pour les femmes) du tabagisme… le tee-shirt « We should all be feminists » de Dior est produit en Italie, championne du travail illégal ; Kourtney Kardashian, l’égérie d’une collection « écoresponsable », aime faire escale à Saint-Tropez et à Los Angeles ».

## Critiques
Selon un article publié dans la Harvard Business Review de juillet 2020, les politiques de woke washing ne sont pas efficaces et peuvent même aliéner les salariés ou les causes qu'elles prétendent défendre.
Le PDG d'Unilever prend position contre le woke washing en juin 2019, déclarant : « Il nous infecte. Il est polluant. Il met en péril ce qui permet de résoudre nombre de problèmes dans le monde. De plus, il menace de détruire encore plus la confiance en notre industrie, qui n’en a déjà pas beaucoup ».